# اشلی فیلد
اشلی فیلد (انگلیسی: Ashley Field؛ زادهٔ ۱۰ اوت ۱۹۸۹) بازیکن بسکتبال اهل ایالات متحده آمریکا است.